# 도이치모터스 주가조작 사건
도이치모터스 주가조작 사건은 독일 자동차 회사인 BMW의 대한민국내 판매 회사중 하나로서 수도권과 영서 지방에 매장이 있는 도이치모터스의 주식을 권오수 회장 일당이 2009년부터 2012년까지 주가조작한 사건이다. 
이 사건에서 2010년 윤석열과 교제를 시작하고 2012년 결혼한 김건희와 김건희의 모친 최은순 명의의 계좌가 활용되어 그 관여 정도를 놓고 정치적인 논란이 일고 있다. 
2024년 7월 20일 검찰은 김건희 명품백 논란을 조사하기 위해 13시간 가량 김건희 측에서 지정된 장소로 출장 조사를 나가서 주가조작 논란도 조사했다. 도이치모터스 주가조작 공범으로 계좌를 빌려준 손모씨가 기소됐다가 1심에서 무죄를 받았는데 2심에서 예비적 혐의로 방조죄가 추가되어, 김건희 영부인도 주가조작 방조죄에 적용될 수 있다는 지적이 제기되었다. 2심 판결 결과 손모씨가 방조죄 유죄를 선고받았다. 영부인 김건희에게도 방조죄가 적용될 가능성이 있다고 관측된다.
1. ↑  https://biz.chosun.com/topics/law_firm/2024/07/21/H3T4IR6SIZE7PD4GKVLKXKWQH4/
2. ↑  https://www.khan.co.kr/national/national-general/article/202409121619011
3. ↑  https://news.kbs.co.kr/news/view.do?ncd=8058809